# ギーザ動物園
ギーザ動物園（Giza Zoo）は、エジプト、ギーザにある動物園である。これは、市内にわずかしかない緑地の1つで、ギーザ最大の公園を含んでいる。動物園は、面積80エーカー (32 ha)であり、多くの絶滅危惧種を飼育している。
2002年に中東で生まれた最初のカリフォルニアアシカを含む、希少種の繁殖に成功している。

## 歴史

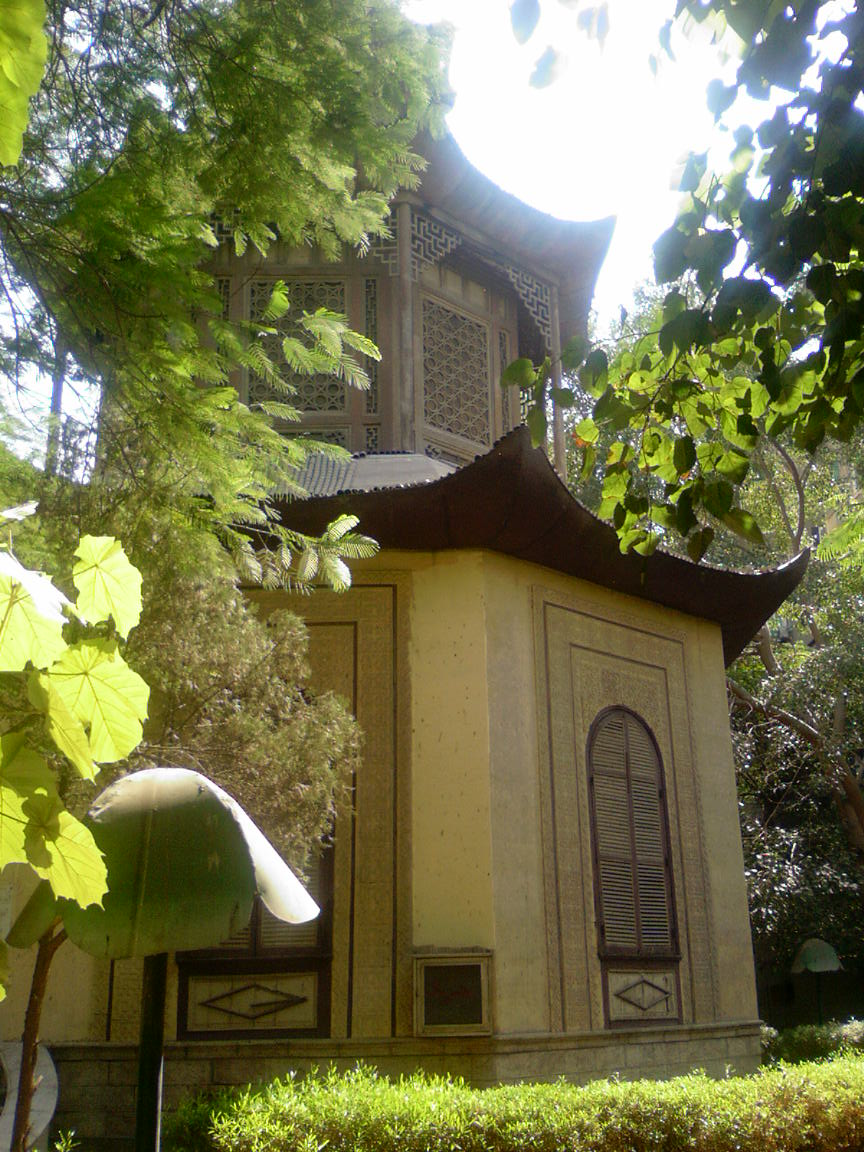
動物園内の日本風の建物

動物園は、イスマーイール・パシャによって建設され、1891年にオープンした。動物園は、以前ハレム・ガーデンの一部だった約50フェダーン (21ヘクタール (52エーカー))の土地に建設された。イスマーイールは、インド、アフリカ、南アメリカから多くの植物を輸入し、1871年頃にバンヤンジュは、今日でも見ることができる。当初は、動物園のコレクションとして、180羽の鳥と78匹の他の動物が、イスマーイール私有の動物園から集められた。
1870年代には、国がイスマーイールの負債の支払の一部として、動物園を占領した。1890年1月には、ハレムビルが自然史博物館としてオープンし、新しい博物館が1902年、タハリール広場にオープンするまで、この状態が続いた。ナイル川に面する庭園の一部は、大きな家のために公に売られたが、ハレム・ガーデンは完全に囲われていた。
動物園が建設されたとき、半分自然の生息地のある展示は、ヨーロッパの標準に比べ、広いと考えられていた。動物の収集は、特にエジプトのものが多く、一部は渡り鳥だったかもしれないが、ある時点では400種20,000羽を数えた。20世紀半ばには、世界で最良の動物園の1つとして考えられていた。しかし、その世紀の後半には、カイロの人口増加のように、成長の圧力に合わせるのに苦労していた。
第二次世界大戦の終了までに、動物園は700匹の哺乳類、500匹の爬虫類など、4,700の展示品を加えた。1889年に43,567人だった入場者数は、1906年には223,525人まで増加した2007年時点での入場者数はおよそ340万人である。
2004年、動物園は世界動物園・水族館協会（WAZA）から脱退した。動物園は会費を払っておらず、その後のWAZAの勧告を無視した。2010年時点で、動物園はアフリカ動物園・水族館協会（PAAZAB）のメンバーであり、WAZAに再認されることを目指している。

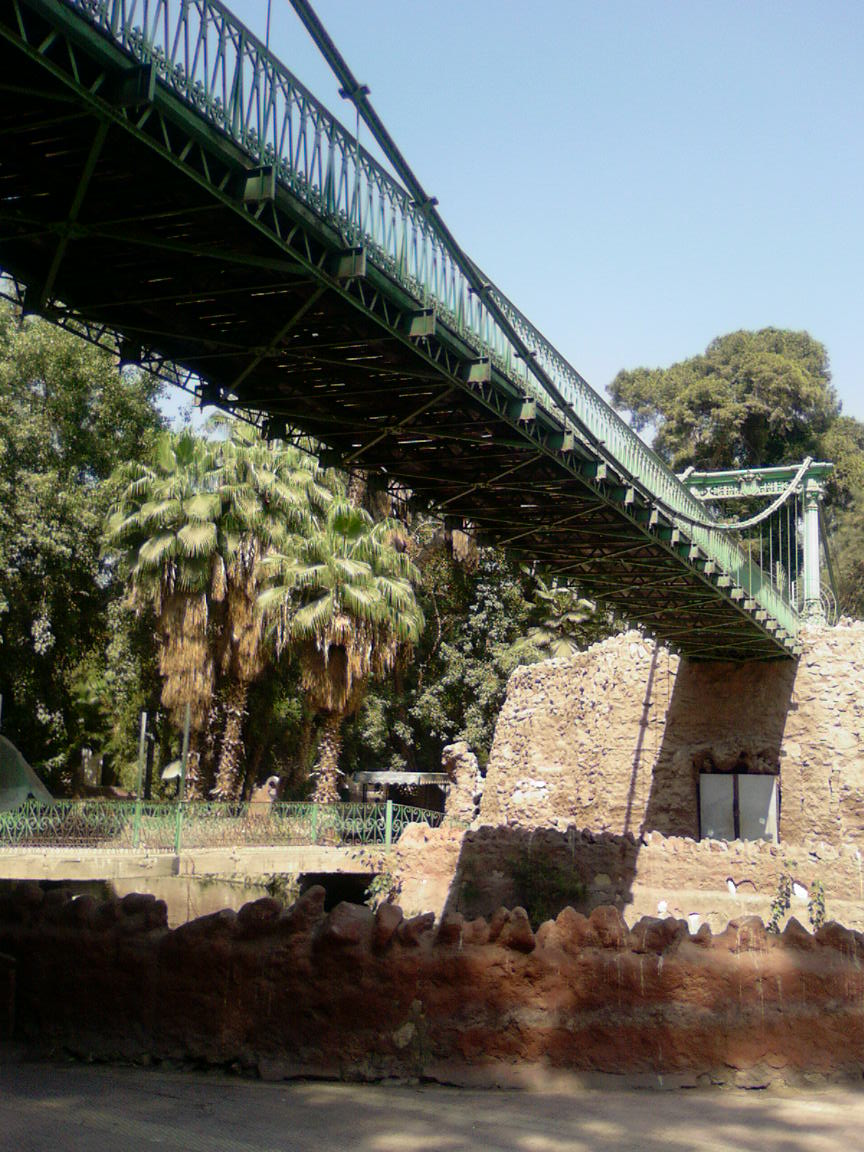
動物園内のギュスターヴ・エッフェルによる橋

## 動物園の動物

### 霊長類・クマ園
- チンパンジー

## 施設
ガーデンには、トリエステからの黒石で舗装された道が含まれており、飾られた歩道は、モザイクや現在の動物園のティー島のような大理石の島のある池の外側に置かれている。
動物園にはさらに、観光客が上から動物を見られるように、ギュスターヴ・エッフェルによって設計された吊り橋が存在する。この橋は世界の動物園で最初の高所からの展示だった可能性がある。
敷地内には、爬虫類の家や剥製の建物もある。

## 将来
動物園がWAZAの会員資格を回復するため、改善が行われており、2008年には、クマを暑さから冷やすために扇風機と細霧噴霧装置を増やした。また、クマをより快適にさせるため、床に冷水を通す計画もある。